# Rosita Escalada Salvo
Rosita Escalada Salvo (nacida el 3 de abril de 1942, en San Javier, provincia de Misiones) es una escritora, periodista y docente argentina. Integra la Sociedad Argentina de Escritores.

## Wikipedia
Su infancia la pasó junto a sus cuatro hermanos menores, en la localidad de Invernada, municipio de Itacaruaré, departamento de San Javier; donde su padre era el director de la escuela local. Hoy en día reside en la capital misionera, Posadas.

## Trayectoria
Publicó más de una veintena de libros, en su mayoría destinados a un público infantil o juvenil, además de encontrarse relacionados con la provincia de Misiones e incluso poesías. Uno de sus libros más destacados es Paíto, el cual cuenta la historia de un niño de una villa miseria y forma parte de la Antología del Bicentenario utilizado para planes de lectura en escuelas argentinas a través de programas del Ministerio de Educación. Originalmente había sido publicado en 1999.
Como docente, se desempeñó en la escuela de Comercio número 6 de Posadas, donde fue vicerrectora, entre otras instituciones. Integra el Consejo General de Educación de la Provincia de Misiones. También es Maestra Normal y profesora en Letras. Edita un suplemento destinado a docentes del periódico Primera Edición de Posadas, ilustrado con sus propias fotografías, y se desempeña como coordinadora del Boletín de la Junta de Estudios Históricos de Misiones.
Durante muchos años se dedicó a los títeres, fundando una escuela-taller en la localidad Puerto Rico donde también ejerció la docencia en niveles secundario y superior.
Hoy en día da cursos para docentes sobre literatura infantil, de Misiones o sobre bibliotecas y títeres. Desde 2010 y de forma semanal realiza una actividad para escritores los días jueves en la Biblioteca Pública De Las Misiones del Centro del Conocimiento de Posadas.

## Premios
En 1997 se le entregó la Faja de Honor de la Dirección de Cultura de la provincia de Tucumán por su libro Antología de la Literatura Misionera. La municipalidad de Posadas le entregó el Premio Arandú a la creación literaria, dos veces por sus libros Taller de Títeres y Las Memorias de Verónica. En 1992 el Rotary Club de Posadas la distinguió como «Mujer del año».

## Obras
Algunas de sus obras son:
- La caza del Yasí Yateré (Editorial Grupo Aique).
- La mágica hora de la siesta (Editorial Libresa, Ecuador).
- La vaquita Mar... garita (Editorial Plus Ultra).
- Taller de Títeres (Editorial Aique).
- Las naranjas como globos que flotaban (Editorial El Quirquincho).
- Paíto.
- Mitos y Leyendas: Un viaje por la región guaraní (editado en colaboración la Editorial Universitaria de Misiones).
- Antología de la Literatura Misionera (Editorial Universitaria de Misiones).
- Los lunes lentejas (Editorial Universitaria de Misiones).
- Pulguitas y Piojos (Editorial Universitaria de Misiones).
- Cuando florecen los lapachos viejos—poemas para la tierra de uno—.
- Casi coplas en trío.
- Las memorias de Verónica.
- Paco, el ñandú.